# Sinularia molesta
Sinularia molesta är en korallart som beskrevs av Tixier-Durivault 1970. Sinularia molesta ingår i släktet Sinularia och familjen läderkoraller. Inga underarter finns listade i Catalogue of Life.